# Charles Gumery
Pour les articles homonymes, voir Gumery (homonymie).
Charles Alphonse Achille Gumery, né le 14 juin 1827 à Vaugirard et mort le 19 janvier 1871 à Paris (9e arrondissement), est un sculpteur français.

## Biographie
Né dans la commune de Vaugirard (rattachée à Paris en 1859), Charles Gumery grandit dans le village de Passy, aujourd'hui inclus dans le 16e arrondissement, où son père, Nicolas, est maître d'école.
Élève d'Armand Toussaint, il obtient le prix de Rome de sculpture en 1850 et est pensionnaire à la villa Médicis à Rome. Il devint l'un des sculpteurs les plus réputés du Second Empire. Il enseigne à l'École des beaux-arts de Paris.
Plusieurs de ses œuvres ornent l'Opéra Garnier à Paris.
Au cimetière de Montmartre à Paris, il a réalisé les deux médaillons en bronze qui ornent la stèle de la sépulture d'André-Marie Ampère et de son fils Jean-Jacques, ainsi que le médaillon qui orne la sépulture de son maître Armand Toussaint.
Il est nommé chevalier de la Légion d'honneur le 29 juin 1867.
Charles Gumery meurt en 1871 des suites des privations subies pendant la commune de Paris. Il est inhumé à Paris au cimetière de Montmartre (division 8) où son monument funéraire est orné de son buste en marbre réalisé par le sculpteur Jean Gautherin, son élève.
Il est le père d'Achille Gumery et du peintre Adolphe Gumery (1861-1943).

## Œuvres dans les collections publiques
- Angers, musée des beaux-arts : La Danse, groupe en pierre[3].
- Montpellier, faculté de médecine : Statue de François de Lapeyronie, bronze, 1864[4]
- Nogent-sur-Seine, musée Camille Claudel : médaillon d'Armand Toussaint,1850[5]
- Paris :
  - église Notre-Dame-de-Grâce de Passy, tympan : L'Annonciation, 1859, bas-relief en pierre.
  - église de la Sainte-Trinité : Bénitiers[6].
  - jardin des Grands-Explorateurs Marco-Polo et Cavelier-de-la-Salle : La Nuit, statue.
  - square Émile-Chautemps, fontaine : L'Agriculture et L'Industrie.
  - musée de l'Ecole nationale supérieure des Beaux-arts : Achille blessé au talon par la flèche de Pâris, plâtre, 1850[7]

Œuvres de Charles Gumery
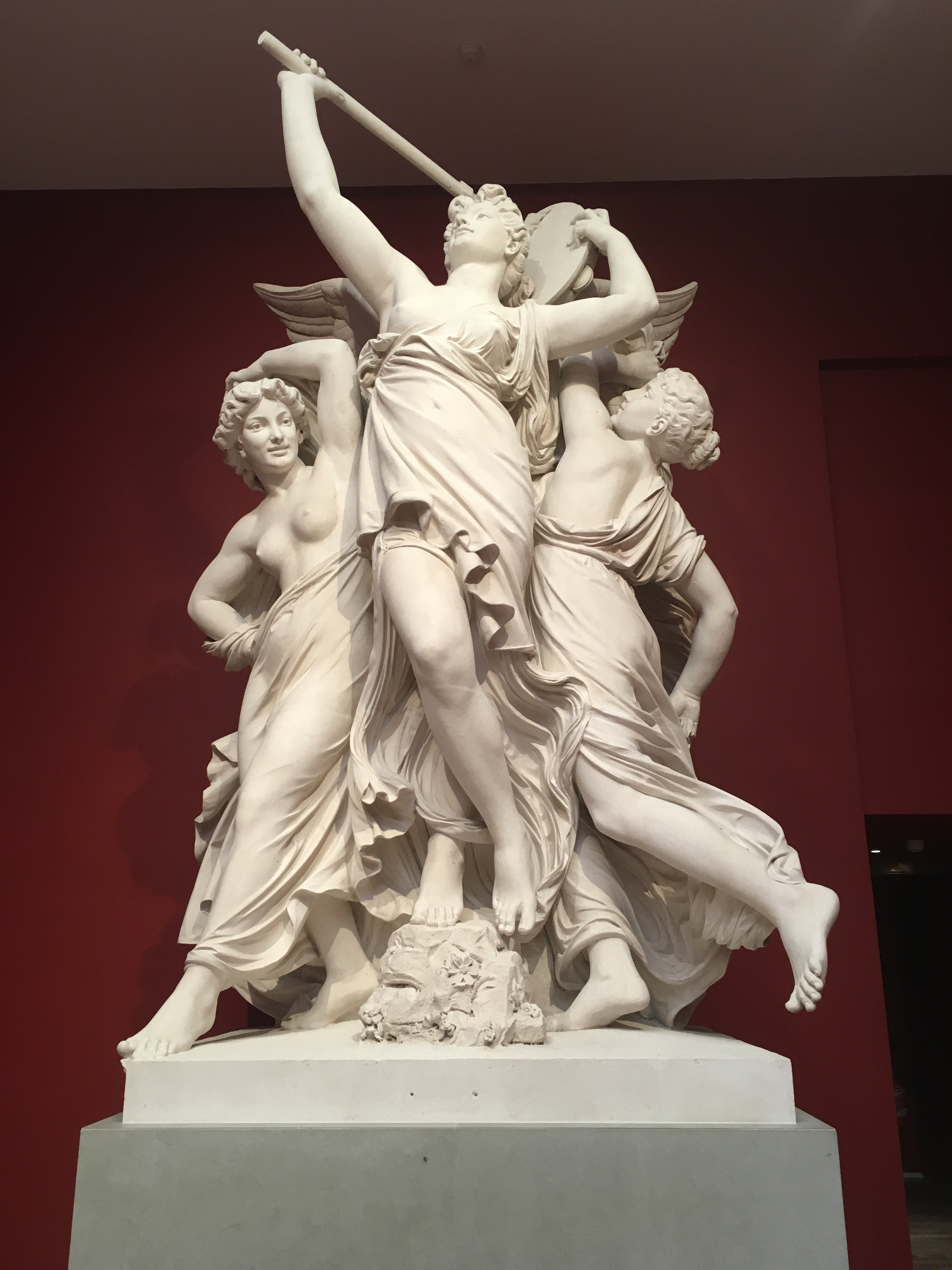
La Danse, Musée des beaux-arts d'Angers
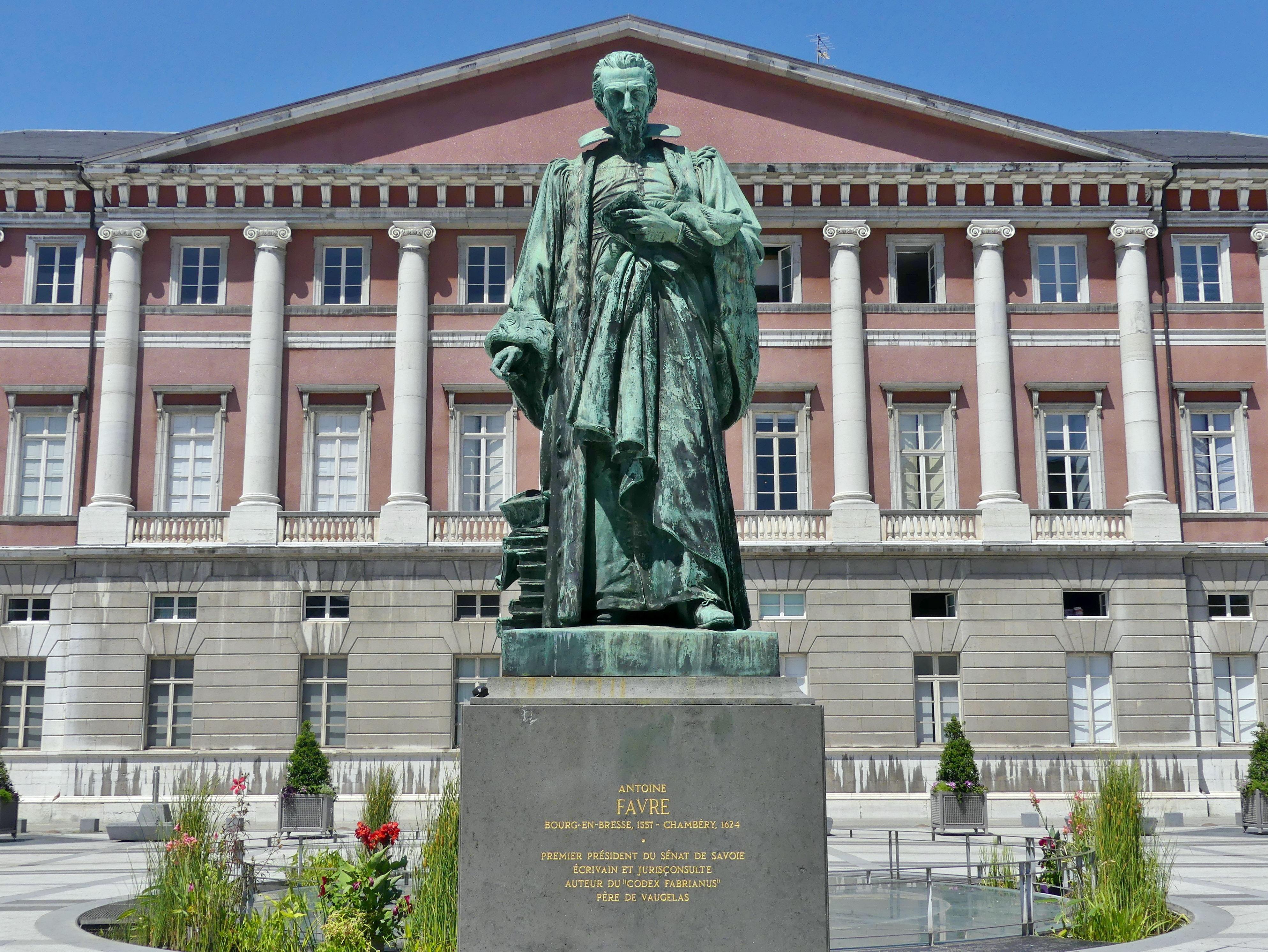
Monument à Antoine Favre, Chambéry.
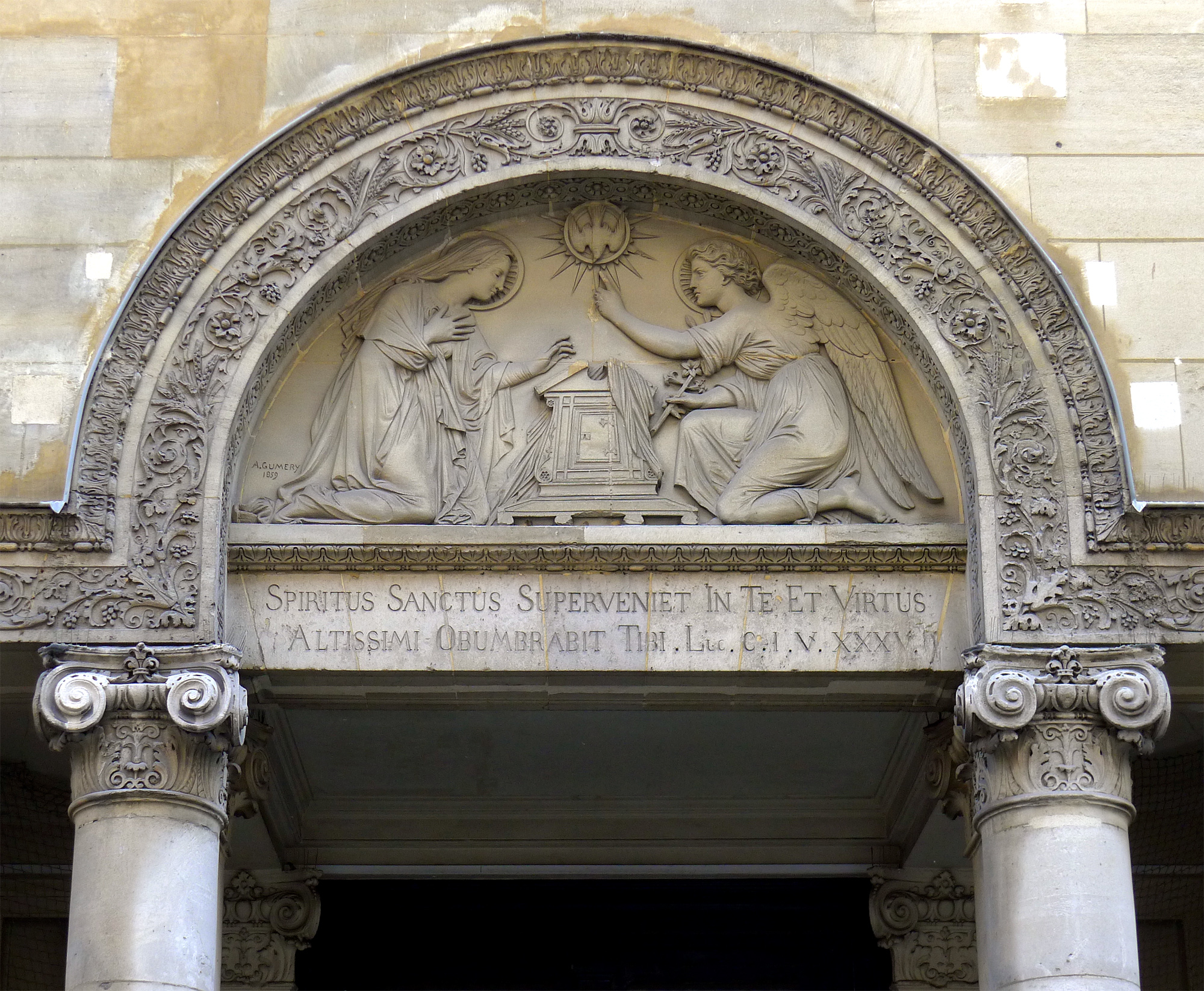
L'Annonciation (1859), Paris, église Notre-Dame-de-Grâce de Passy.
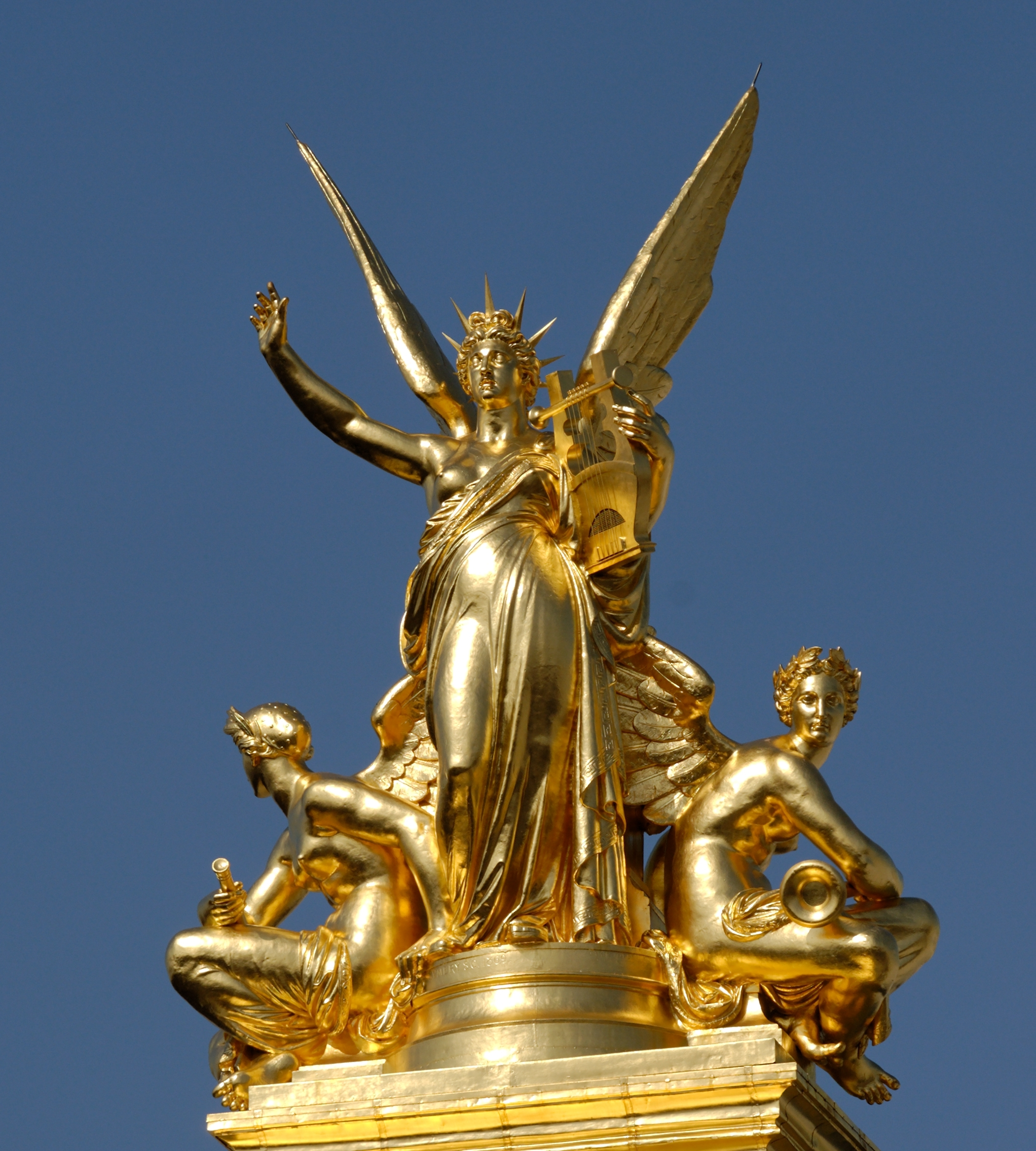
L'Harmonie, Paris, couronnement gauche de l'Opéra Garnier.
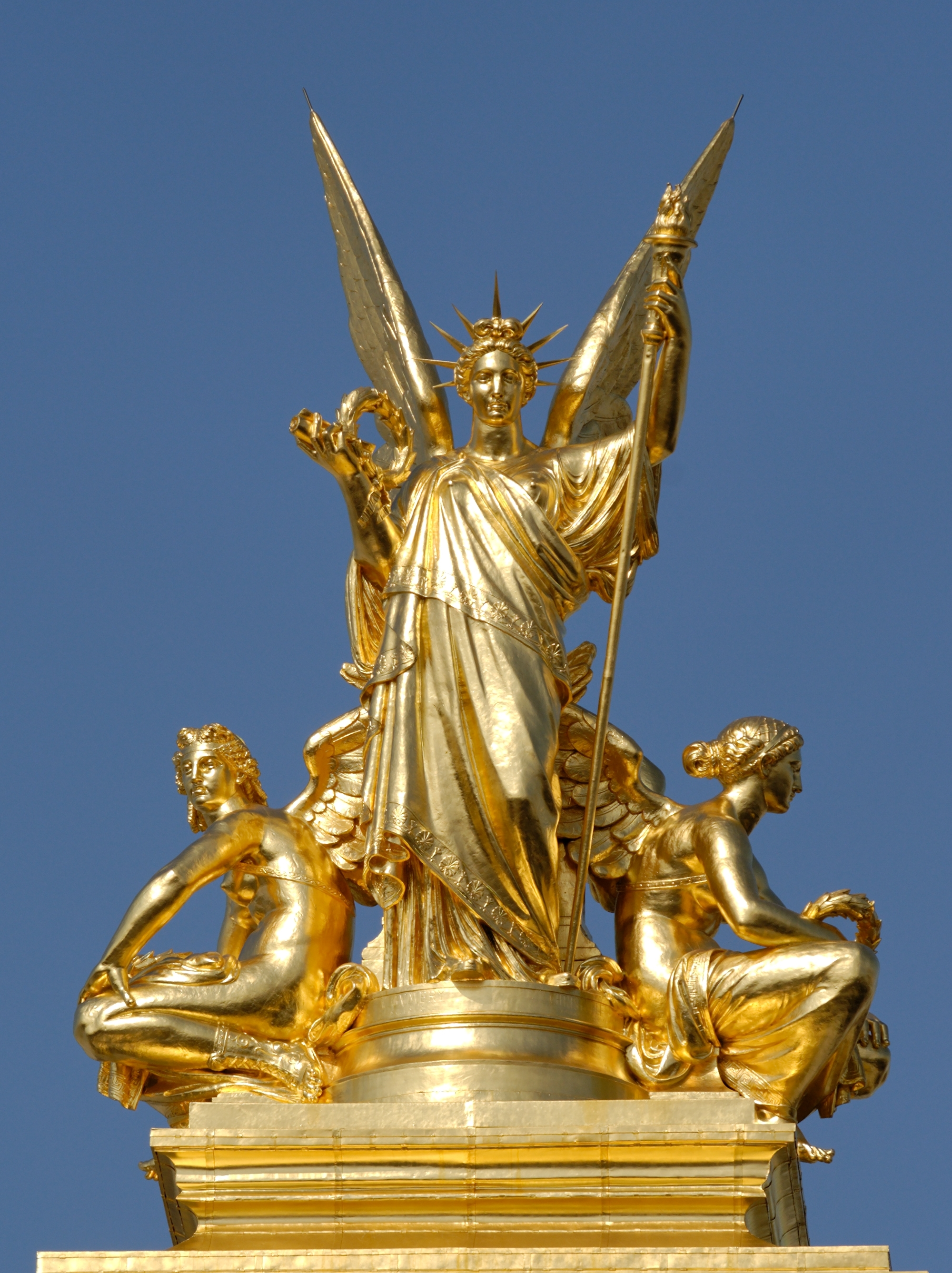
La Poésie, Paris, couronnement droit de l'Opéra Garnier.
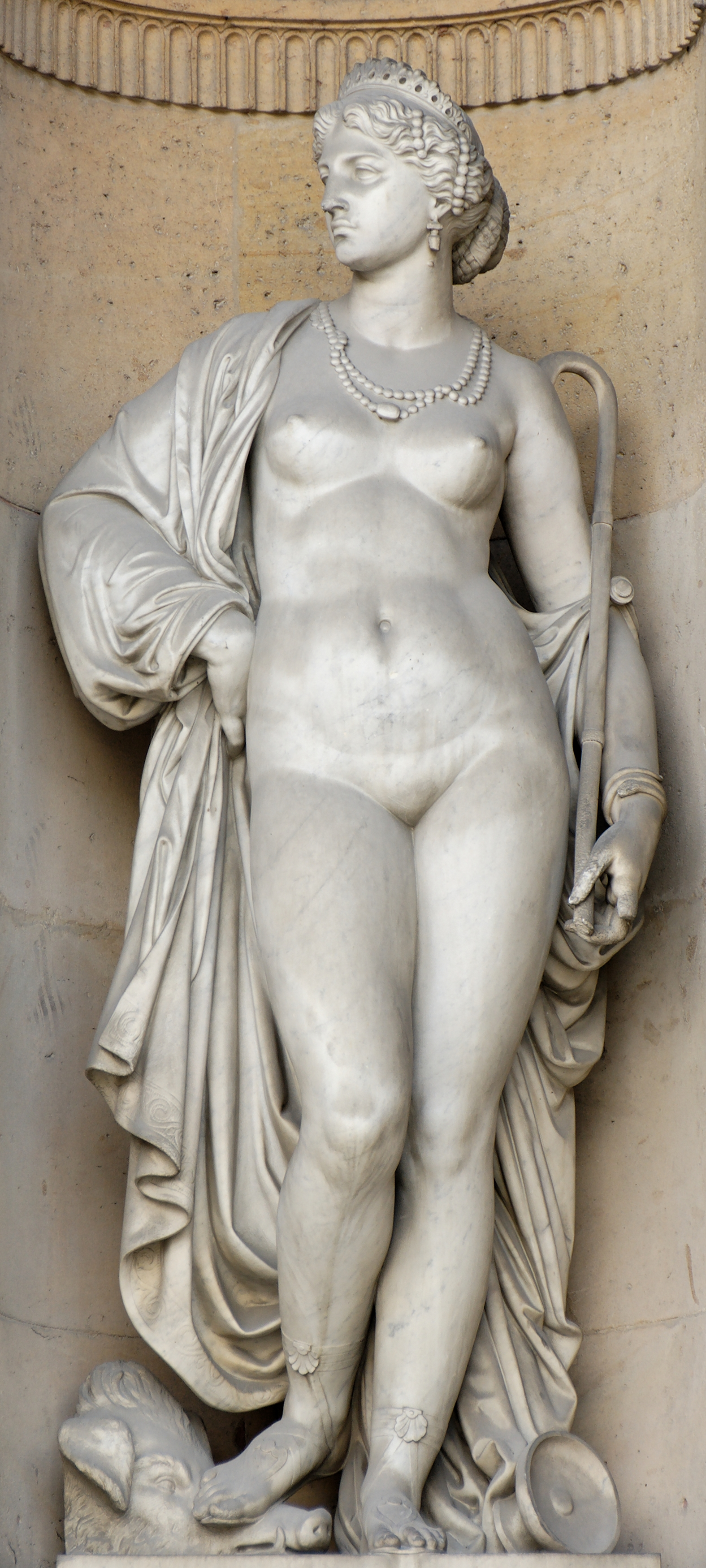
Circé (1860), Paris, façade sud de la cour Carrée du palais du Louvre.
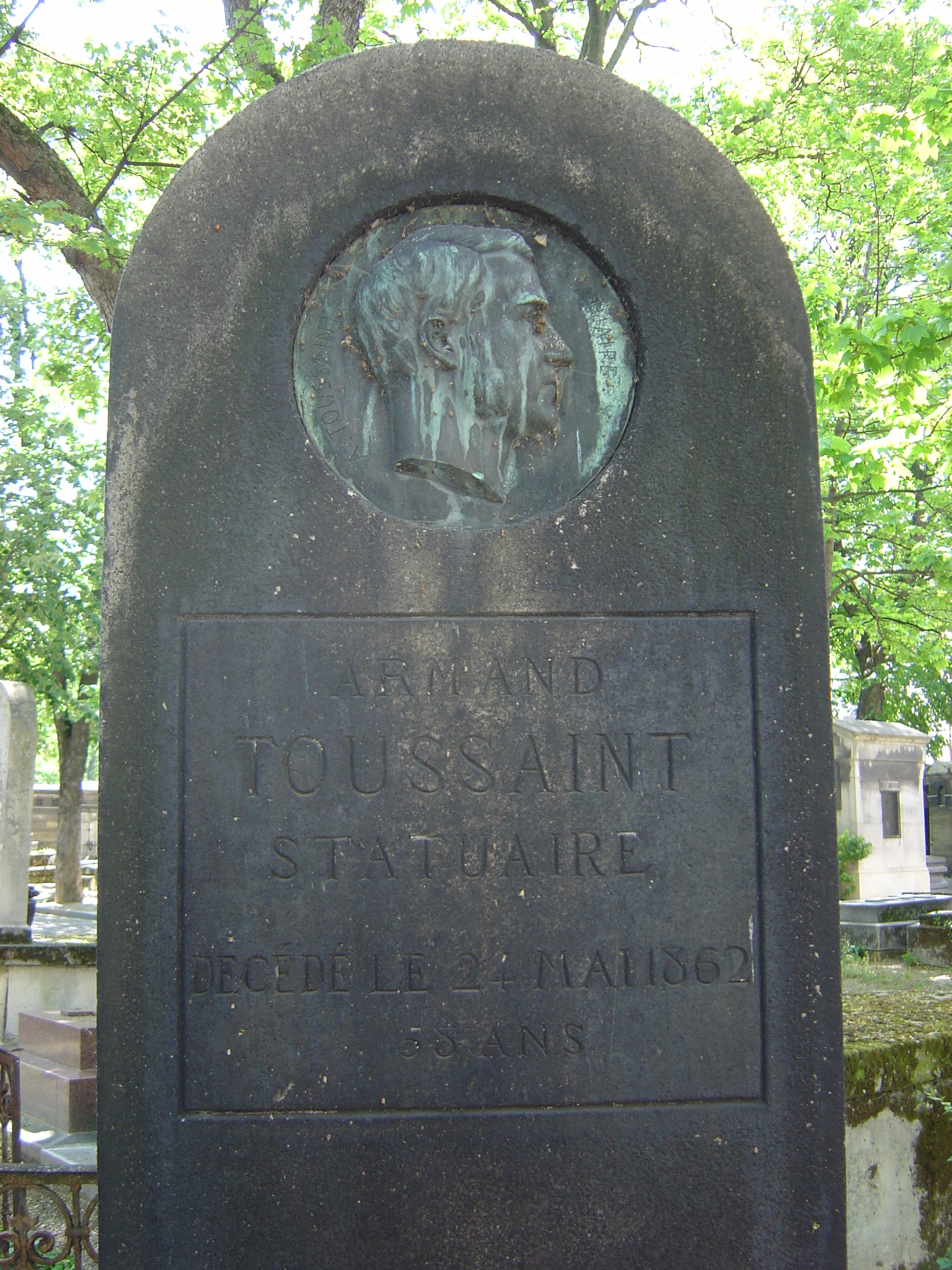
Monument funéraire d'Armand Toussaint, Paris, cimetière de Montmartre.
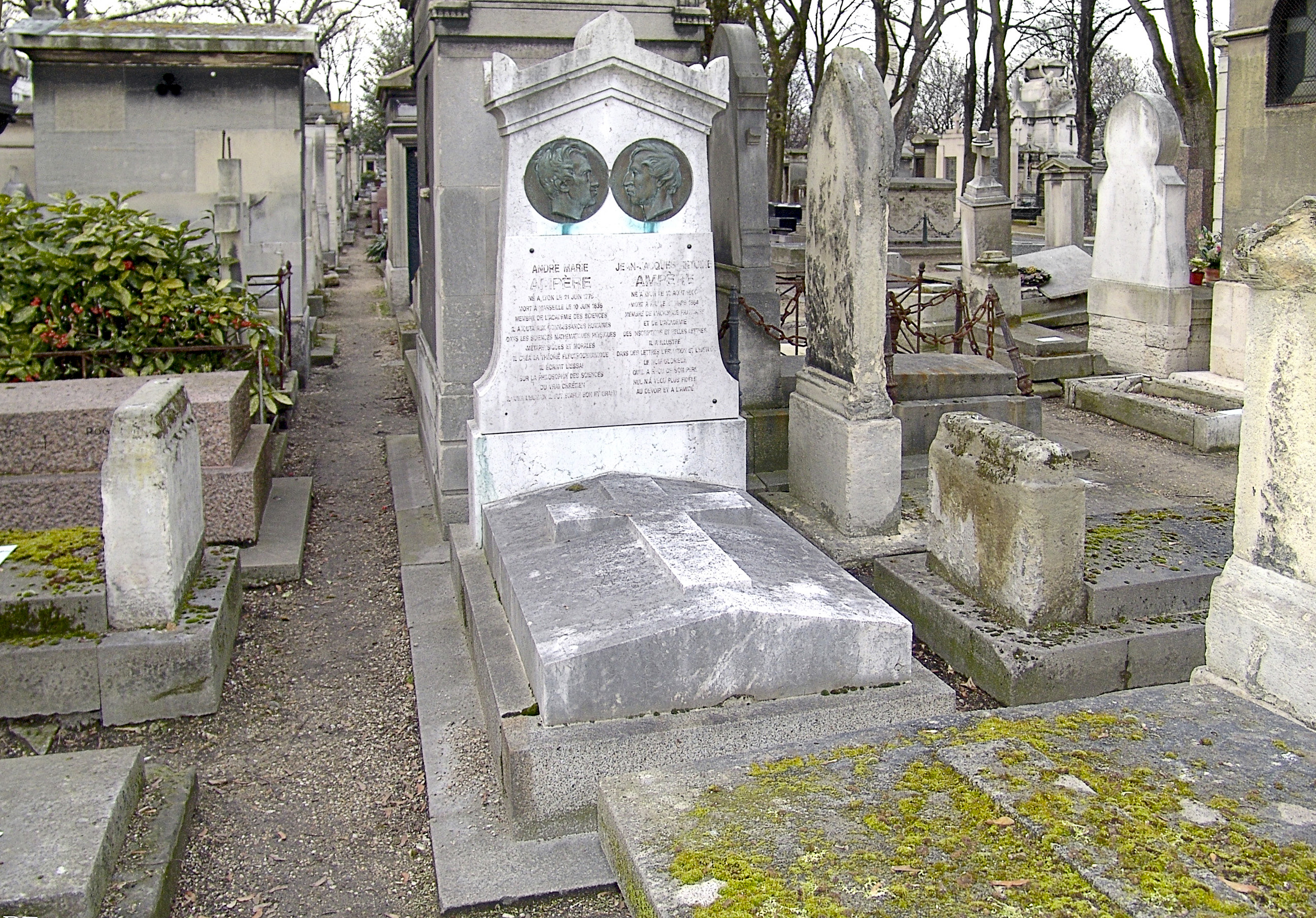
Monument funéraire d'André-Marie Ampère et de Jean-Jacques Ampère, Paris, cimetière de Montmartre.

## Élèves
- Aristide Croisy (1840-1899), de 1857 à 1963, second prix de Rome en 1863 et 1865.
- Jean Gautherin (1840-1890).

### Iconographie
- Jean Gautherin, Charles Gumery, buste ornant sa tombe, Paris, cimetière de Montmartre.
- Attribué à François-Léon Benouville, Portrait présumé de Charles Gumery, dessin, localisation inconnue.[réf. nécessaire]